# Evert van Linge
Evert van Linge (né le 19 novembre 1895 à Veendam aux Pays-Bas, et mort le 6 décembre 1964 à Groningue) est un joueur de football international néerlandais, qui évoluait au poste de milieu de terrain.
Après sa carrière dans le football, il devient architecte, construisant entre autres le Stadion Esserberg où évolue le club du Be Quick 1887.

## Biographie

### Carrière en sélection
Avec l'équipe des Pays-Bas, il joue 13 matchs (pour 3 buts inscrits) entre 1919 et 1926. Il joue son premier match en équipe nationale le 24 août 1919 contre la Suède et son dernier le 28 mars 1926 contre la Suisse.
Il participe aux Jeux olympiques de 1920 organisés en Belgique puis à ceux de 1924 organisés en France. Il ne joue pas de matchs lors du tournoi olympique de 1920 mais joue trois matchs lors du tournoi de 1924. Il remporte la médaille de bronze en 1920.
Il inscrit un doublé face à l'équipe de France en amical le 2 avril 1923.

## Palmarès
| Be Quick 1887 - Championnat des Pays-Bas (1) : - Champion : 1919-20. |  | Pays-Bas - Jeux olympiques : - Bronze : 1920. |